# Leucetta sagittata
Leucetta sagittata is een sponssoort in de taxonomische indeling van de kalksponzen (Calcarea). De spons leeft in de zee en zijn steencel bestaat uit calciumcarbonaat.
De spons behoort tot het geslacht Leucetta en behoort tot de familie Leucettidae. De wetenschappelijke naam van de soort werd voor het eerst geldig gepubliceerd in 1872 door Haeckel.